# Мертон, Элис
Алиса (Элис) Мертон (нем. Alice Merton; англ. Alice Merton, род. 13 сентября 1993, Франкфурт) — немецкая певица ирландского происхождения, автор песен. Мертон получила мировую известность благодаря своему дебютному синглу «No Roots». В настоящее время проживает в Берлине.

## Биография
Алиса Мертон родилась 13 сентября 1993 года во Франкфурте, Германия, в семье ирландца и немки. Семья Мертон часто переезжала из-за того, что её отец работал консультантом по горным работам. Когда ей было три месяца, Мертон переехала в Коннектикут. Вскоре после этого они переехали в Оквилл, Онтарио, Канада, где она прожила до тринадцати лет, изучая классическое фортепиано и пение. В 13 лет Мертон вернулась в Германию, в Мюнхен, что побудило её выучить немецкий язык и позволило ей поговорить со своей немецкой бабушкой, которую она видела только один раз в год. Находясь в Германии, Мертон написала свою первую песню и училась в немецкоязычной средней школе, прежде чем её окончить и переехать в Англию.
В молодости Мертон часто переезжала, живя в Оквилл (Онтарио), Коннектикут, Нью-Йорк, Борнмутe, Лондонe и Берлинe и других городах.. В 2013 году Элис поступила в Университет популярной музыки и музыкального бизнеса в Мангейме, где она получила степень бакалавра в сочинении композиций и песен. Там же она познакомилась с участниками её будущей группы.
Алиса также является левшой.

## Карьера
Впервые Мертон стала известна как певица и композитор альбома «The Book of Nature» группы Fahrenhaidt.
14 ноября 2016 года она получила ежегодную награду в номинации «Акустик поп». Переехав в Берлин, Мертон основала свою собственную звукозаписывающую компанию под названием Paper Plane Records International и в конце 2016 записала песню «No Roots». На написание этой песни Мертон вдохновили бесконечные переезды и мысль о том, что она нигде не чувствует себя как дома. На сайте The Hype Machine и в службе Spotify песня заняла первые строчки чартов и вошла в рекомендации нескольким радиостанциям. 3 февраля 2017 года Алиса записала свой первый мини-альбом «No Roots». Альбом занял второе место в немецких чартах и первое место во французских. Компания Vodafone Germany использовала одноимённую песню в одной из своих реклам. Мертон подписала контракт с компанией Mom + Pop Music в августе 2017 для раскрутки в пределах США. Стала победителем награды European Border Breakers Award.
4 августа 2017 года Алиса Мертон выпустила свой второй сингл «Hit the Ground Running» , который также доступен через её собственный лейбл Paper Plane Records Int. Песня вошла в топ-100 немецкого чарта за первую неделю. Мертон провела выступления по всей Германии, в том числе в первом акте о Боссе и Philipp Poisel. В 2017 году она также появилась на Life Ball в Вене и Lollapalooza Berlin. В начале апреля 2018 года её сингл «No Roots» попал в Billboard Hot 100 и прозвучал в телесериале «Чёрный список». В том же месяце она выпустила свой третий сингл «Lash out». Её дебютный альбом «Mint» был выпущен в январе 2019 года и занял второе место в немецком чарте альбомов.
В 2019 году она стала членом жюри в девятом сезоне «The Voice of Germany».

## Личная жизнь
В настоящее время Алиса Мертон проживает в Берлине.

## Дискография

### Альбомы
| Название      | Детали | Высокие позиции чартов | Высокие позиции чартов | Высокие позиции чартов | Высокие позиции чартов |
| Название      | Детали | GER                    | AUT                    | ITA                    | SWI                    |
| ------------- | --- | ---------------------- | ---------------------- | ---------------------- | ---------------------- |
| Mint          | - Выпущен: 18 Января 2019 - Лейбл: Paper Plane Records International, Mom + Pop Music - Форматы: Digital download | 2                      | 19                     | 62                     | 21                     |
| Vertigo       | - Выпущен: 9 апреля 2021 - Лейбл: Paper Plane Records International - Форматы: Digital download                   | -                      | -                      | -                      | -                      |
| Hero / Island | - Выпущен: 10 сентября 2021 - Лейбл: Paper Plane Records International - Форматы: Digital download                | -                      | -                      | -                      | -                      |

### Мини-альбомы
| Название | Детали                                                                                  | Высокие позиции чартов | Высокие позиции чартов | Высокие позиции чартов |
| Название | Детали                                                                                  | US                     | US Rock                | US Alt.                |
| -------- | --------------------------------------------------------------------------------------- | ---------------------- | ---------------------- | ---------------------- |
| No Roots | - Выпущен: 6 Апреля 2018 - Лейбл: Paper Plane, Mom + Pop - Формат: CD, digital download | 171                    | 30                     | 14                     |

### Песни
| Название                                                                          | Год  | Высокая позиция в чарте | Высокая позиция в чарте | Высокая позиция в чарте | Высокая позиция в чарте | Высокая позиция в чарте | Высокая позиция в чарте | Высокая позиция в чарте | Высокая позиция в чарте | Высокая позиция в чарте | Высокая позиция в чарте | Высокая позиция в чарте | Сертификаты | Альбом        |
| Название                                                                          | Год  | GER                     | AUT                     | RU                      | FRA                     | ISR                     | ITA                     | SLO                     | SWI                     | UK                      | US                      | US Alt.                 | Сертификаты | Альбом        |
| --------------------------------------------------------------------------------- | ---- | ----------------------- | ----------------------- | ----------------------- | ----------------------- | ----------------------- | ----------------------- | ----------------------- | ----------------------- | ----------------------- | ----------------------- | ----------------------- | --- | ------------- |
| "No Roots"                                                                        | 2016 | 2                       | 3                       | 6                       | 41                      | 4                       | 7                       | 4                       | 12                      | 52                      | 84                      | 1                       | - BVMI: 3× Gold - BPI: Silver - IFPI AUT: Platinum - IFPI SWI: Platinum - FIMI: Platinum - SNEP: Platinum - RIAA: Gold | Mint          |
| "Hit the Ground Running"                                                          | 2017 | —                       | —                       | —                       | —                       | —                       | —                       | —                       | —                       | —                       | —                       | —                       | | No Roots      |
| "Lash Out"                                                                        | 2018 | —                       | —                       | —                       | —                       | —                       | 66                      | —                       | —                       | —                       | —                       | 16                      | - FIMI: Gold | Mint          |
| "Why So Serious"                                                                  | 2018 | —                       | 60                      | —                       | —                       | —                       | —                       | —                       | —                       | —                       | —                       | —                       | | Mint          |
| "Funny Business"                                                                  | 2018 | —                       | —                       | —                       | —                       | —                       | —                       | —                       | —                       | —                       | —                       | 35                      | | Mint          |
| "Learn to Live"                                                                   | 2019 | —                       | —                       | —                       | —                       | —                       | —                       | —                       | —                       | —                       | —                       | —                       | | Mint          |
| "Easy"                                                                            | 2019 | —                       | —                       | —                       | —                       | —                       | —                       | —                       | —                       | —                       | —                       | —                       | | Mint          |
| "2 Kids"                                                                          | 2019 | —                       | —                       | —                       | —                       | —                       | —                       | —                       | —                       | —                       | —                       | —                       | | Mint +4       |
| "Homesick"                                                                        | 2019 | —                       | —                       | —                       | —                       | —                       | —                       | —                       | —                       | —                       | —                       | —                       | |               |
| "Keeps Me Awake"                                                                  | 2019 | —                       | —                       | —                       | —                       | —                       | —                       | —                       | —                       | —                       | —                       | —                       | |               |
| "Speak Your Mind"                                                                 | 2019 | —                       | —                       | —                       | —                       | —                       | —                       | —                       | —                       | —                       | —                       | —                       | |               |
| "I Don't Hold A Grudge"                                                           | 2019 | —                       | —                       | —                       | —                       | —                       | —                       | —                       | —                       | —                       | —                       | —                       | |               |
| "Honeymoon Heartbreak"                                                            | 2019 | —                       | —                       | —                       | —                       | —                       | —                       | —                       | —                       | —                       | —                       | —                       | |               |
| "PCH"                                                                             | 2019 | —                       | —                       | —                       | —                       | —                       | —                       | —                       | —                       | —                       | —                       | —                       | |               |
| "Trouble In Paradise"                                                             | 2019 | —                       | —                       | —                       | —                       | —                       | —                       | —                       | —                       | —                       | —                       | —                       | |               |
| "Back To Berlin"                                                                  | 2019 | —                       | —                       | —                       | —                       | —                       | —                       | —                       | —                       | —                       | —                       | —                       | |               |
| "Vertigo"                                                                         | 2021 | —                       | —                       | —                       | —                       | —                       | —                       | —                       | —                       | —                       | —                       | —                       | | Vertigo       |
| "Hero"                                                                            | 2021 | —                       | —                       | —                       | —                       | —                       | —                       | —                       | —                       | —                       | —                       | —                       | | Hero / Island |
| "Island"                                                                          | 2021 | —                       | —                       | —                       | —                       | —                       | —                       | —                       | —                       | —                       | —                       | —                       | |               |
| "—" denotes a recording that did not chart or was not released in that territory. |      |                         |                         |                         |                         |                         |                         |                         |                         |                         |                         |                         | |               |

### Гостевые выступления
| Название              | Год  | Прочие артисты | Альбом                              |
| --------------------- | ---- | -------------- | ----------------------------------- |
| "Half As Good As You" | 2018 | Tom Odell      | Jubilee Road                        |
| "The Best"            | 2020 | AWOLNATION     | Angel Miners & The Lightning Riders |